# Selawik
Selawik és una població dels Estats Units a l'estat d'Alaska. Segons el cens del 2007 tenia 800 habitants.

## Demografia
Segons el cens del 2000, Selawik tenia 772 habitants, 172 habitatges, i 147 famílies La densitat de població era de 118,3 habitants/km².
Dels 172 habitatges en un 68,6% hi vivien nens de menys de 18 anys, en un 41,9% hi vivien parelles casades, en un 29,1% dones solteres, i en un 14,5% no eren unitats familiars. En el 12,8% dels habitatges hi vivien persones soles l'1,2% de les quals corresponia a persones de 65 anys o més que vivien soles. El nombre mitjà de persones vivint en cada habitatge era de 4,49 i el nombre mitjà de persones que vivien en cada família era de 4,78.
Per edats la població es repartia de la següent manera: un 48,1% tenia menys de 18 anys, un 12,7% entre 18 i 24, un 23,1% entre 25 i 44, un 10,6% de 45 a 60 i un 5,6% 65 anys o més.
L'edat mediana era de 19 anys. Per cada 100 dones de 18 o més anys hi havia 116,8 homes.
La renda mediana per habitatge era de 25.625 $ i la renda mediana per família de 27.639 $. Els homes tenien una renda mediana de 50.278 $ mentre que les dones 40.417 $. La renda per capita de la població era de 8.170 $. Aproximadament el 34,6% de les famílies i el 34,4% de la població estaven per davall del llindar de pobresa.

## Poblacions més properes
El següent diagrama mostra les poblacions més properes.